# 経路依存性
経路依存性（けいろいぞんせい、英: path dependence）は人々が過去の状況下でおこなった決定の集合が、現在の選択肢に強い制約をもたらすことを指摘する概念である。
経済学と社会科学において、経路依存は時間内の単発の結果またはプロセスの長期均衡のどちらかを指す。通常の使われ方では、経路依存性は以下のどちらかを指す。
1. 広義の用法: 「歴史は重要である」ことを指摘する[2]
2. 狭義の用法: 小さな違いの予測できる増幅は将来の状況の不釣り合いな原因であり、「強く」言えば、歴史的遺物は非効率である [3]。

Aの用法による「歴史は重要である」という命題は、多くの状況で自明である。なぜなら、すべての出来事には原因があり、異なる原因は異なる結果をもたらすことがあるからである。この用法は、「将来的なシステムの発展は、過去の道筋に影響を受ける」、あるいは逆の表現として「過去の特定の出来事は将来に影響を及ぼす可能性がある」ことを表現する。
より狭い概念であるBは、Aをふまえ更に深い妙味を指摘する。不完全な先見性をもって起きた過去の出来事や意思決定が、収穫逓増や正のフィードバックなどのメカニズムを通じて、将来の時点からみて「望まれざる」発達をたどること、それにより将来何らかの意味で非効率な状態に至るダイナミクスを論じるものである。
この記事では、Bを念頭に解説する。

## 経済学
経路依存性理論はもともと経済学者が技術適応プロセスと産業進化を説明するために開発された。理論的アイデアは進化経済学に強い影響を与えた。
経済プロセスが一定の事前決定されたユニークな均衡に向かって着実に進まない多くのモデルや経験的ケースがあるが、達成される均衡の性質は部分的にそこに到達するプロセスに依存する。したがって、経路依存プロセスの結果は、多くの場合、固有の平衡に向かって収束することはなく、代わりにいくつかの平衡（時には吸収状態として知られる）の1つに到達する。
この経済発展に対する動学的見解は新古典派経済学の伝統とは大きく異なる。新古典派の最もシンプルな見方では、初期の条件や一時的な出来事にかかわらず一つの結果だけが可能性としてもたらされるとした。ところが、経路依存性があると、スタート地点と「偶然」の出来事（ノイズ）が最終的な結果に対して大きな影響を持つ。次の例のそれぞれにおいて、不可逆的な結果を伴って進行中のコースを邪魔したいくつかのランダムなイベントを特定することができる。
- 経済発展の分野では（1985年にポール・デイビッド（英語版）により）[5] 最初に市場に現れた「標準」は（コンピュータ時代でもなお使われているタイプライター時代のQWERTYキーボードレイアウトのように）定着することができると言った。彼はこれを経路依存性と呼んだ、[6]そして、劣った標準が自身の作り上げたレガシーシステムによって持続することがあると言った。QWERTY対Dvorakはその現象の例であるという説は、何度も主張され[7]、疑問視され[8]、議論され続けている[9]。 標準がどのように作られるかについての経路依存性の重要性についての経済論争は続いている[10]。
- アダム・スミスからポール・クルーグマンまで、経済学者は似たビジネスは地理的にかたまりとなって集まる傾向があると言ってきた。近くと似たビジネスを起こすことはそのビジネスのスキルをもった労働者を惹きつけ、熟練労働者を求めるビジネスをもっと惹き付ける。産業が発展する前に、特定の場所を他の場所よりも選好する理由は何もないかもしれないが、地理的に集中してくるにつれて、他の場所にいるビジネスの参加者は不利になり、ハブに移るようになり、その場所の相対的な効率性を増加させる。このネットワーク効果は理想化されたケースでは統計学的な冪乗則に従うが[11]、（地域のコストの上昇に伴い）ネガティブ・フィードバックが起きることもある[12]。
- 売り手は買い手の周りに集まることが多く、そして関連したビジネスはビジネスクラスター（英語版）を形成することが多い。よって、（初期においては偶然と集まりによって）生産者が集まることは、同じ地域において相互依存したビジネスの出現の引き金を引くことになることがある[13]。
- 1980年代、米ドル為替相場が上昇し、輸出入可能な商品の世界価格が多くの（以前は成功していた）米国の製造業者の生産コストを下回った。結果として閉鎖した工場の一部は、ドル相場の下落のあとにキャシュフロー利益で運営できたかもしれないが、再稼働はコストが高すぎた。これはヒステリシス、スイッチング・コスト、そして不可逆性の例である。
- もし経済が適応的期待（英語版）に従うなら、将来のインフレーションは過去のインフレを伴う経験に部分的に決定される。経験が予想インフレを決め、そして予想インフレが実現したインフレの主な決定要因だからである。
- 不況期の一時的な高い失業率は、失業者のスキルの損失（やスキルの陳腐化）やそれに伴う勤務態度の劣化により、永久に高い失業率をもたらすことがある。言い換えると、周期的失業は構造的失業を生むかもしれない。この労働市場の構造的履歴現象モデルは自然失業率（NAIRU）の予測とは違い、「周期的」失業は「自然」率自体には影響せずに動くと言われている。

LiebowitzとMargolisは経路依存性をいくつかのタイプに区別する。非効率性を示唆しないタイプもあれば、新古典派経済学の政策的含意に合致するタイプもある。この中で「最も深刻な（third-degree）」経路依存性だけが新古典派経済学に異を唱える（この場合、切り替えの利益が大きく、移行は現実的ではない）。彼らは、理論的な理由からそのような状況はまれであり、現実の世界において、私的ロックインの非効率性は存在しないとする。VergneとDurandは、経路依存性の理論を経験的にテストできる条件を特定することによりこの批判を適切であるとした。
技術的には、経路依存性の確率過程は、過程（プロセス）自身の歴史の結果（関数）として発展する漸近分布を持つ。これは非エルゴード確率過程とも呼ばれる。
エディス・ペンローズは、『会社成長の理論』(The Theory of the Growth of the Firm)(1959)の中で、有機的そして買収を通じた会社の成長がその会社の経営者の経験とその会社の発展の歴史に強く影響されていることを分析した。

## 歴史
比較政治および社会学における最近の方法論的研究は、経路依存性の概念を政治的および社会的現象の分析に適用した。経路依存性は、社会的だろうと、政治的だろうと、文化的だろうと、制度の発展と持続性の比較歴史的分析にまず用いられてきた。おそらく2つのタイプの経路依存性プロセスがある。
- 一つは「決定的合流点（英語版）」フレームワークであり、Ruth and David Collierによって、政治学において最も利用された。決定的合流点において、先行する条件は偶然の選択を許し、制度的発展と合流して、反転することが難しい特定の軌道に固定される。経済学において、一般的な推進力は以下の通り：ロックイン、ポジティブフィードバック、収穫逓増 (決定がより多くされれば、利益はより大きくなる)、そして自己強化 (決定を維持する力を作る)[17]。
- もう一つの経路依存性プロセスは「反応的連鎖（英語版）」を扱う。反応的連鎖（英語版）では初期の出来事は時間的にリンクし、かつ因果的に密接な出来事の避けられない決定論的鎖を生み出す。これらの反応的連鎖はマーティン・ルーサー・キングの死と福祉の拡充を結びつけたり、イギリスの産業革命を蒸気エンジンの発展を結びつきを説明するために使われてきた。

決定的合流点フレームワークは、国々の間でとりわけ、福祉国家の発展と持続、ラテンアメリカにおける労働法人、そして経済発展の変動を説明するために使用されてきた。キャスリーン・セレンなどの学者は経路依存性フレームワークに含まれる歴史的決定論は、制度的進化からの絶え間ない破壊の対象になると警告する。

## 社会科学
ポール・ピアソンの政治科学において経路依存性を厳密に定式化しようとする影響力を持った試みは、経済学からアイデアを部分的に持ってきている。ハーマン・シュワルツはこの努力に疑問を呈しており、経済学の文献で特定された力は、権力の戦略的な行使によって制度を作りそして変えることができる政治的領域には広まっていないとする。
緊急戦略の経路依存性は、個人およびグループに対する行動実験で観察されている。
社会学や組織論などの社会学において、経路依存とは区別されるが密接に関連する概念として、「刷り込み」がある。刷り込みは初期の環境条件がどのように永続的な印を組織や組織の集合（産業やコミュニティー）に押すかを扱う。刷り込みは、外部環境条件が変わったとしても長期的に組織行動や結果を形作り続ける。

## 他の例
- 経路依存性の一般的なタイプは形式学的痕跡である。
  - 例えば、タイポグラフィにおいて、習慣が存在するための理由がなくなったとしても、その習慣が継続することがある。例えば、アメリカのスペリングにおいて引用符(quotation)の中にピリオドを書くことなどである。活字において、コンマやピリオドなどの文の終わりの句読点は、比較的小さくて繊細だった（適切なカーニングで（小文字の）xの高さ（英語版）である必要があった）。単語が行の中または行間を移動する必要がある場合、完全な高さの引用符を外に置くと、より小さな金属の活字が損害から保護される。ピリオドが引用されるテキストに属していなくても、これは実行される。
- 進化は経路依存性だと考える人がいる。過去に起きた突然変異は、現在の状況では非適応かもしれなくても、現在の生命の形態に長期的に影響している。例えば、パンダの親指が進化上残った形質かどうかについての論争がある。
- コンピュータとソフトウェアの市場では、レガシーシステムが経路依存性を示す。現在の市場の顧客のニーズは、過去の世代の製品のデータを読み込んだりプログラムを走らせることを含むことが多い。よって、例えば、顧客は単にベストのワードプロセッサーを必要とするのではなく、むしろ、Microsoft Wordのファイルを読み込める中でベストのワードプロセッサーを必要とするかもしれない。そのような互換性に関する制限はロックインに繋がり、あるいはもっと微妙に、互換性を保つために、独立して開発されたプロダクトに対して妥協することがある。3E戦略を参照。